# Michel Quoist
Michel Quoist (Le Havre, 18 de junio de 1921-ibíd., 18 de diciembre de 1997) fue un presbítero, teólogo, sociólogo y escritor católico francés. De origen obrero y ordenado sacerdote en 1947, Michel Quoist se doctoró en La Sorbona de París. Su tesis doctoral mereció el premio «Jasen 1954». En sus obras, Quoist gustó de presentar el cristianismo como parte de la realidad cotidiana y no bajo las formas de piedad tradicional. A través de sus libros de espiritualidad contemporánea inspiró a millones de cristianos en todo el mundo, particularmente a aquellos que, tanto antes como inmediatamente después del Concilio Vaticano II, buscaron relacionar su fe de una manera directa con la vida cotidiana.
Uno de sus libros, Oraciones para rezar por la calle, ya había alcanzado 58 ediciones en habla española en 1990. En 1981, ese solo libro había sido traducido a veinticuatro idiomas con ventas por más de dos millones y medio de copias. Algunas de esas oraciones fueron incluidas entre las más famosas de la historia. Otras obras suyas, como Triunfo, Dar: el diario de Ana María y Amor: el diario de Daniel, fueron best-sellers mundiales.
La capacidad de Quoist para presentar ideas teólogicas complejas con una mezcla de profundidad y sencillez, desprendidas de dogmatismos y plenas de humanidad, inspiró a varias generaciones. Es uno de los llamados «teólogos del compromiso cristiano en el mundo», y se lo considera una de las personalidades más influyentes en la espiritualidad de los jóvenes cristianos del siglo XX.

## Biografía

### Sus primeros años, su ordenación y su formación

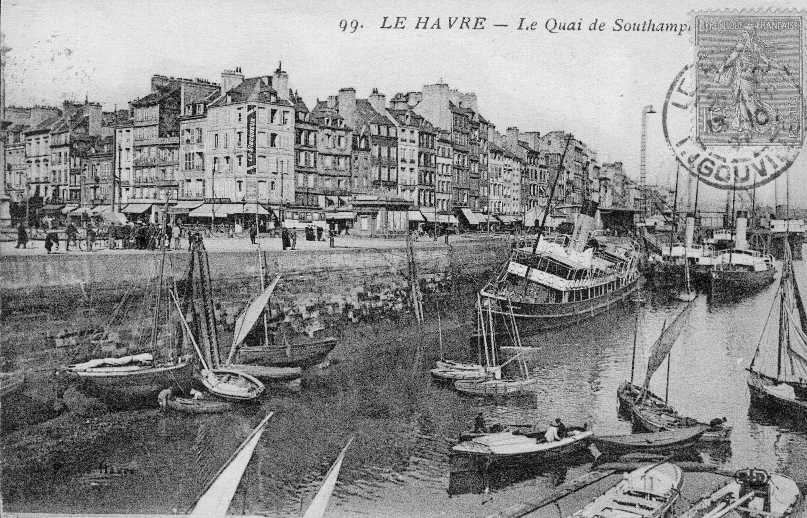
El Havre en la década de 1920, donde nació y se crio Michel Quoist

Michel Quoist nació en Le Havre el 18 de junio de 1921 en el seno de una familia de clase media originaria de esa ciudad.

Quizá debido a este origen he podido trabajar paralelamente en el mundo obrero y en el mundo burgués (y no únicamente en el mundo obrero como muchos piensan). Quizá por esto también, en parte, mis libros hayan sido al mismo tiempo libros de cabecera de un rey de un país amigo, un cargador de muelle y un indio de las altas planicies de los Andes.
Michel Quoist

Hijo de un padre ateo de profesión experto-contable y de una madre católica ferviente, y con una hermana que le ayudaría más tarde en su trabajo como secretaria, la infancia de Quoist se vio truncada por la muerte temprana de su padre a la edad de doce años y medio, que lo obligó a salir a trabajar como mensajero desde los catorce.

Mi padre no era creyente, y también en esto estuve dividido, heredando quizá sus preguntas y sus rechazos, aunque no fueran formulados.
Michel Quoist

Fue a través de su participación en el Juventud Obrera Cristiana (Jeunesse Ouvriere Chrétienne, conocido con la sigla JOC), un movimiento dirigido a la clase de jóvenes trabajadores, que su fe se hizo real.

Fue una noche, regresando de una reunión de la JOC a la que me llevaba entonces mi amigo J., cuando le pregunté: «Para ti, ¿quién es Jesucristo?» Con sus palabras, J. me habló de su fe en Jesucristo vivo. Juntos, luego con otros, nos lanzamos a la búsqueda en el Escritura y en la vida. Fue para mí un deslumbramiento. [...] Crecí, alimentado de Evangelio. De este alimento casi diario, nacieron, estoy seguro, mis reticencias actuales y mis cóleras contenidas, cuando algunos aprendices de mago parecen reducir la Escritura a un «objeto» de estudio. Oyéndoles o leyéndoles, sufro como si ante mí se disecara en vivo a la persona a la que amo, para explicarme sin peligro de errores la profundidad y el sentido de su amor.
Michel Quoist

En mayo de 1936, estalló en Francia una inmensa oleada de huelgas obreras espontáneas motivadas por el agravamiento de la explotación provocada por la crisis económica y el desarrollo de la economía de guerra. Durante las huelgas de 1936, Quoist apoyó las reivindicaciones de la clase obrera y reconoció la necesidad de la lucha de los trabajadores. 
En 1938, participó como camillero en la peregrinación diocesana a Lourdes. En esa ocasión conoció un sacerdote, y de ese encuentro nació su propia vocación sacerdotal. A los dieciocho años entró en el seminario en San Juan, cerca de Meaux. En 1942, pasó al Seminario Mayor de Rouen. 
Pocos meses después de alcanzar el sub-diaconado, de repente despertó una mañana prácticamente ciego. Después de realizados distintos tratamientos inútiles en varios hospitales y cuando su caso ya parecía no tener solución, recuperó la visión de nuevo de forma súbita. Quoist llamó a esta experiencia «la prueba de los ojos».

Cuando faltaban pocos meses para el subdiaconado (en aquella época era el momento del compromiso definitivo), sin que nada lo dejara presentir, una mañana me desperté casi ciego. Pedí discretamente a un compañero que me guiara hasta la capilla para la meditación y la eucaristía, y a continuación al despacho del superior. Llevado inmediatamente al especialista, éste me examino concienzudamente y se puso a gritar: «¿Qué has hecho con tus ojos? Nunca se ha visto una cosa así. ¡Estás completamente jodido! Nunca llegarás a cura.» Menos mal que me habían prevenido que era «un poco» grosero y que ocultaba su emoción jurando e insultando a sus pacientes, pero... que era un excelente médico de diagnóstico, muy seguro. Quedé de piedra. Me puso unas gafas perfectamente oscuras, con la absoluta prohibición de quitármelas y me prescribió un medicamento que, dijo, «no serviría para nada».

.
En el seminario, la gente quedó helada. Escuchaba las explicaciones de las clases, algunos amigos me las repasaban y se encargaban de leerme. Empezaba a echar mano de una nueva manera de aprender. Admiraba la delicadeza de algunos compañeros. Me atendían discretamente. Muchos pequeños detalles de ayuda o de amistad me llegaban al alma, sin que pudiera descubrir a los autores.
Todo el mundo rezaba por mi curación, menos yo. Estaba muy preocupado, pero el empeño de algunos en querer arrancar a Dios un «milagro» me dejaba perplejo. Yo no lo pedía. [...] Preguntas y lágrimas serían tiempo perdido. Decidí no perderlo. No se trataba de ninguna clase de heroísmo, sino la tranquilidad de que uno no puede equivocarse cuando está disponible. El heroísmo consiste en ser perfectamente fiel durante la vida entera, en las pequeñas cosas. Yo no soy heroico.
Una vez más, los otros, a mi alrededor, no se resignaban. Me enviaron a París al hospital «Quinze-Vingts» para consultar a los mejores especialistas, luego a Ginebra. Los sucesivos diagnósticos no hacían más que confirmar el primero: estaba y quedaría casi ciego.

Cuando regresé de Suiza, volví a ver a mi irascible doctor. Me quitó las gafas. Le dije: «¡Veo!». Me contestó: «Imbécil». Me examinó y añadió: «Mientes, y está mal en un cura». Insistí. «Es imposible», dijo. Me hizo algunos exámenes y tuvo que rendirse ante la evidencia. Veía. No atribuyó la curación a su remedio universal. Simplemente profirió unos cuantos tacos más.
Michel Quoist

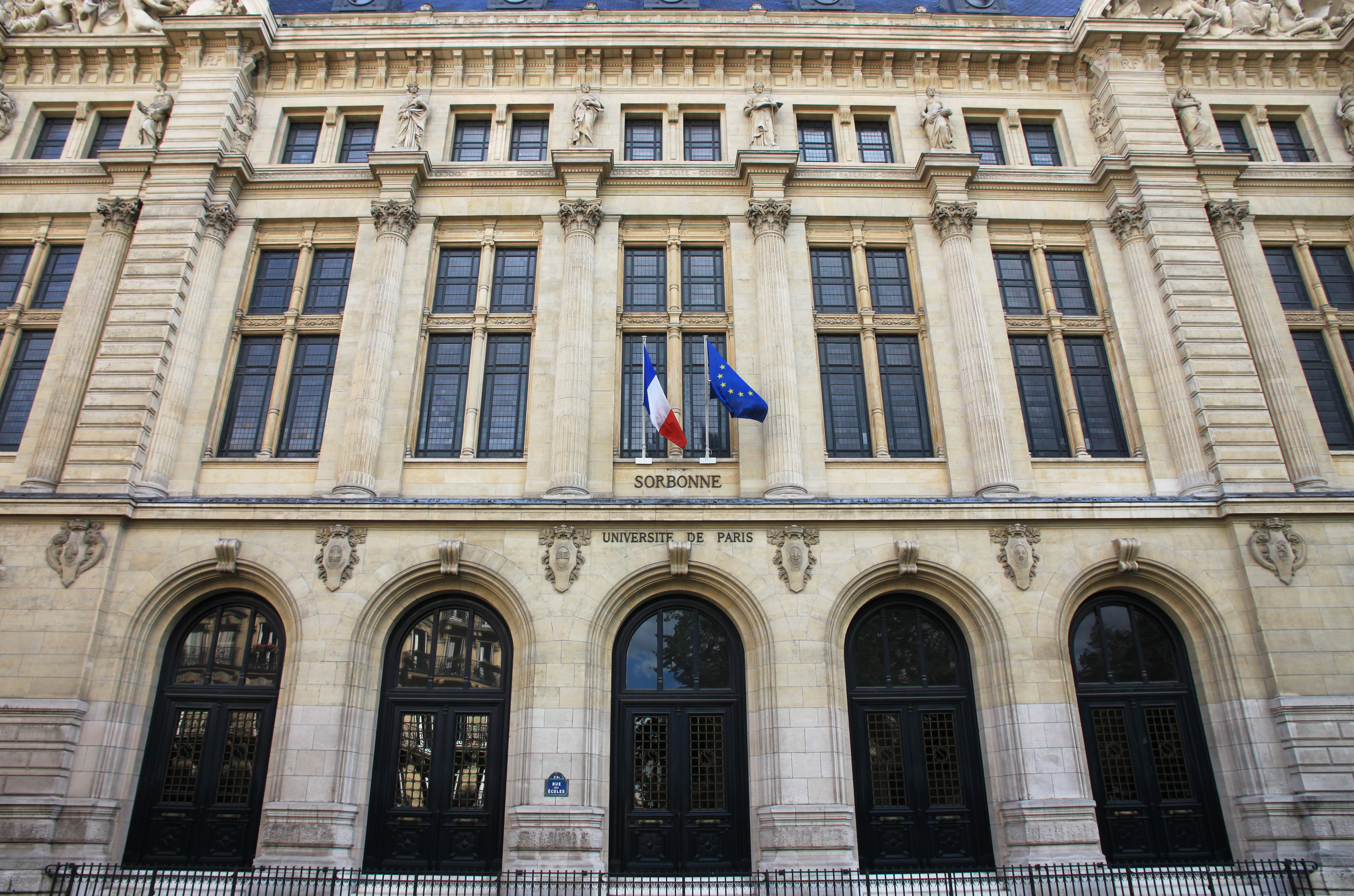
Entrada principal de La Sorbona, la histórica Universidad de París donde Michel Quoist cursó su doctorado.

Este hecho marcaría en buena medida la vida de Quoist, quien fue ordenado presbítero en julio de 1947 en la abadía de San Oeun.
Como sacerdote joven y prometedor, fue enviado a realizar estudios de sociología en París, obteniendo una maestría en ciencias sociales y políticas en el Institut Catholique de París, seguido de un doctorado en La Sorbona. Su tesis, que estudió un barrio obrero de Ruan, fue publicada como un libro, La ville et l'homme (La ciudad y el hombre), en 1952. Por su tesis obtuvo el premio «Jasen 1954», y su trabajo fue considerado en análisis académicos posteriores, con particular énfasis en la influencia casi definitiva que ejerce la vivienda en la conducta humana.

### Sacerdote de los jóvenes y de los obreros
De 1949 a 1953, Quoist trabajó como coadjutor en la parroquia en Le Havre antes de ser nombrado capellán de la juventud para la ciudad, un trabajo que le encantó ya que le dejaba fuera de los estrechos límites de la parroquia tradicional, con un contacto más directo con los jóvenes. 
También mantuvo vínculos estrechos con Henri Grouès, más conocido como el Abbé Pierre, un monje que había lanzado su famoso llamamiento a favor de las personas sin techo en París en el crudo invierno de 1954, cuando la gente indigente moría de frío en las calles.

Conocí al Abbé Pierre desde que, al promover un equipo para iniciar y llevar a cabo la campaña contra la miseria le hicimos venir a Le Havre. Era en aquel terrible año de los grandes fríos, cuando nació lo que él llamaba la «insurrección de la caridad». Hicimos un filme, un largometraje sobre la miseria en la ciudad. Algunos no me lo perdonaron. Se me acusó de haber trucado el filme, así de ciegos son los situados que rechazan sinceramente incluso lo evidente. Proyectado sobre una pantalla gigante en la «Estación marítima», ante cinco mil personas, sirvió como introducción a la terrible acusación del abbé Pierre. De ahí nacieron numerosas realizaciones concretas, y profundas «tomas de conciencia», e incluso verdaderas «conversiones». Y para mí, una admiración hacia el padre, doblada, me atrevo a decirlo, de una amistad que no fallaría.

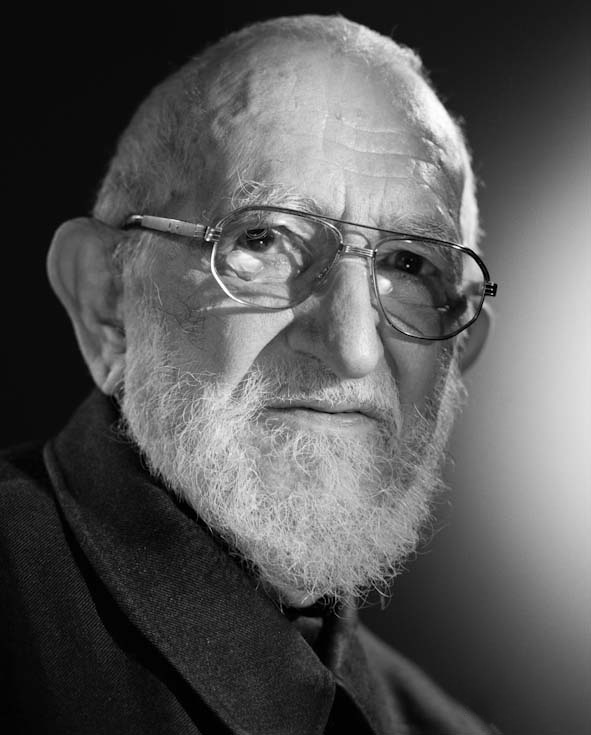
Henri Grouès, el Abbé Pierre, fundador de los Traperos de Emaús, con quien Michel Quoist mantuvo amistad.

El padre, más tarde, me invitó a acompañarle en una de sus giras, para visitar las «Comunidades de Emaús», extendidas por todo el mundo. Se trataba en concreto de América latina. Aquello me tentaba. Pedí a mi obispo que me permitiera ir durante algo más de un mes. Tiempo que tomaría de mis vacaciones, que habitualmente no tomaba. No sabía que con esto iba a abrirme a su pesar nuevos caminos apostólicos.
Michel Quoist

Quoist apareció con frecuencia en la televisión francesa y en la radio (de hecho, uno de sus libros, Jesucristo, palabra del Padre, son algunas de sus homilías de la misa televisada), pero fue a través de sus muchos libros que llegó a un público cada vez más amplio en todo el mundo. Su libro más famoso, Prières, fue publicado por primera vez en francés en 1954 (finalizado en su cumpleaños 33) y traducido luego al español como Oraciones para rezar por la calle, al italiano como Preghiere y al inglés como Prayers (Sheed & Ward) o Prayers of Life (Gill & Son). Los sujetos de esas oraciones - un hombre cuya esposa lo había dejado, una revista pornográfica, un borracho en la calle, un billete, un delincuente, esclavos de distinto tipo- estaban muy lejos de la inspiración habitual para la literatura devocional en ese momento. El libro se convirtió inmediatamente en un best-seller.
Quoist insistió en que todas las escenas eran auténticas y que habían sido vividas y oradas antes de haber sido escritas. «Estas páginas no se puede utilizar como oraciones establecidas en el sentido usual», advirtió a sus lectores, animándolos a utilizarlas como una ayuda a la meditación, pero no como un sustituto para asistir a la liturgia. El libro llegó a ser considerado «un nuevo camino de oración», visto por la mayoría de los lectores como «auténtico y liberador».

### Michel Quoist y América Latina
Un segundo interés que ocupaba gran parte de su energía era la Iglesia en América Latina, el continente con mayor número de católicos y con grave escasez de clero en esos años. En 1962 y durante siete años, Quoist fue secretario general del Comité de obispos franceses para la región (Comité Épiscopal France Amérique Latine, más conocido como CEFAL) y participó en la preparación de los sacerdotes que habían respondido a la llamada del papa Pablo VI para trabajar como voluntarios realizando trabajo pastoral allí. Él viajó con frecuencia a América Latina para visitar a esos sacerdotes y apoyarlos a ellos y a las comunidades de base en su trabajo por la justicia social. También fundó en 1964 la asociación Echange Amerique Latine (que significa «Intercambio América Latina»), ubicada en 22 rue Séry, 76600-Le Havre, cuya finalidad consistió en dar apoyo moral y financiero a laicos católicos de los países latinoamericanos que se habían ofrecido para el trabajo pastoral en sus diócesis en ausencia de sacerdotes. Quoist mantuvo su interés en América Latina y permaneció como presidente de la organización hasta su muerte, dedicando a ella las regalías de su creciente número de libros.

### Párroco, consiliario, director de radio y escritor

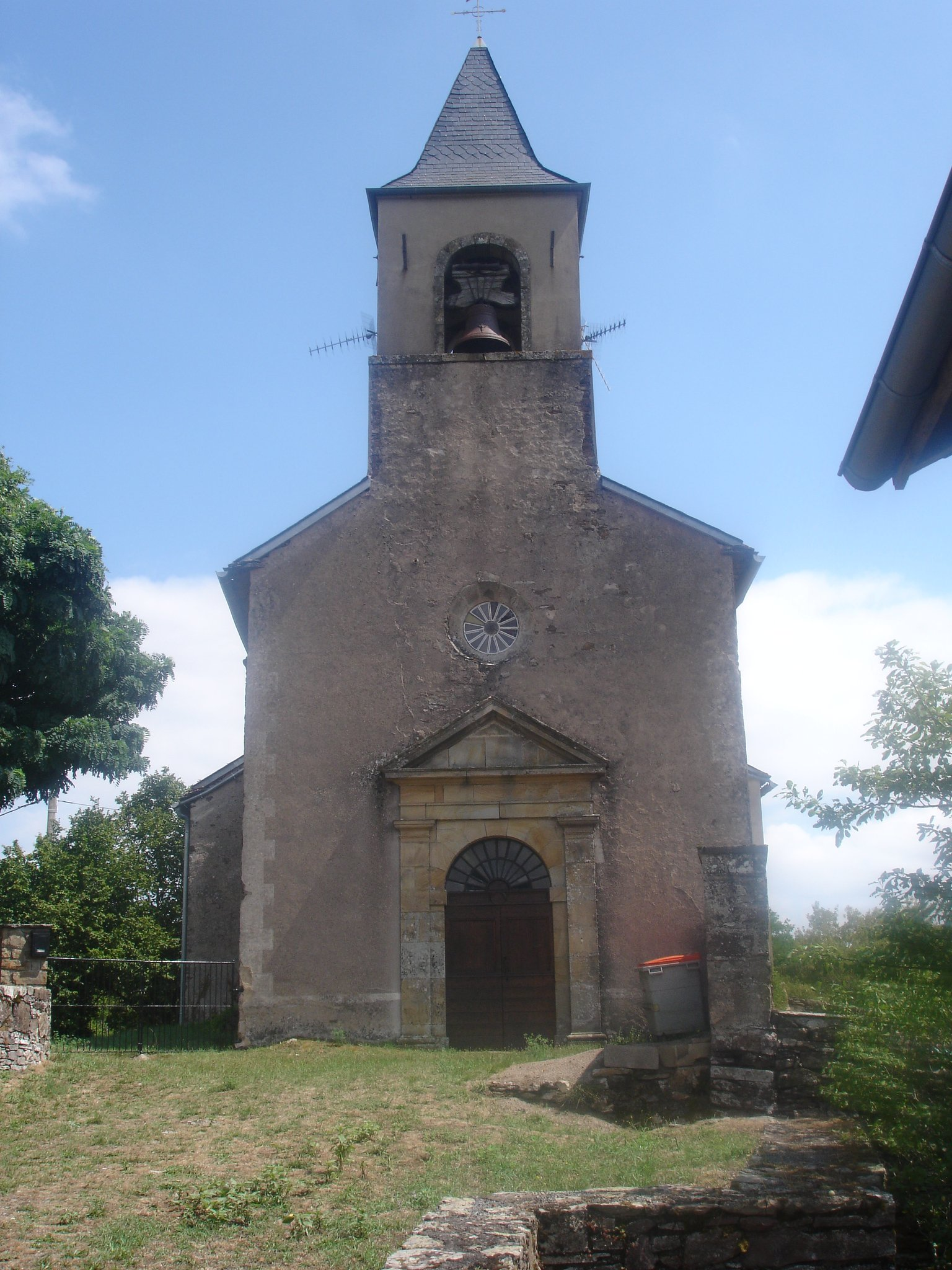
Antigua iglesia de Saint Cyrice, en Aveyron, Francia.

La misión con los jóvenes iba a permanecer en la vida de Quoist, incluso cuando él volvió al trabajo parroquial en 1970. De 1970 a 1976 fue párroco de Santa María de Le Havre y San León. En 1971, se abrió en la antigua parroquia de Saint Cyrice, Vallée de l'Amitié, en Aveyron, Francia, un albergue para jóvenes y adultos. A finales de 1970 puso en marcha reuniones periódicas de la juventud con participantes de Le Havre y de diócesis vecinas. En 1976 se convirtió en responsable del servicio de vocaciones de la diócesis de Le Havre, haciendo diversas tareas pastorales. Fue consiliario de múltiples grupos y equipos del movimiento de Acción Católica. Se involucró activamente en la elaboración de material didáctico para las clases de educación religiosa en las escuelas y de los adultos jóvenes. En 1988 fue nombrado director de la radio de la diócesis de Le Havre, llamada Arc en Ciel.
Los libros siguieron publicándose a intervalos regulares (En el corazón del mundo, Cita con Jesucristo, Háblame de amor, A corazón abierto), asociados siempre con la editorial Les Éditions Ouvrières, foco de renovación del pensamiento económico y social en la que también publicaron sus obras Louis-Joseph Lebret, Henri Desroche, Josué de Castro, Thomas Suavet, Albert O. Hirschman, Albert Meister, y Jean-Daniel Reynaud, entre otros. Sus libros son de lenguaje preciso, directo y claro, faltos de la oscuridad propia de los escritos por teólogos de carrera. Eso le permitió llegar a un público amplio. Aunque ninguno de sus libros repitió los niveles estrepitosos de popularidad de Oraciones para rezar por la calle, sin embargo fueron notablemente exitosos. Dar: el diario de Ana María y Amor: el diario de Daniel fueron traducidos a once lenguas. En 1983, ya se habían vendido un millón y medio de ejemplares de su obra Triunfo en 23 idiomas. En 1988 publicó una segunda colección de 40 oraciones, traducida y publicada en español en 1989, bajo el título Caminos de Oración). También alentó a la publicación de testimonios de fe escrita por los jóvenes.
Michel Quoist fue el promotor de las primeras misas dominicales televisivas en Francia, para los enfermos en hospitales, y el pionero de sus celebraciones.

### Su fallecimiento y su legado
En diciembre de 1996, los médicos descubrieron que Michel Quoist tenía cáncer de páncreas. Se le ofreció como opciones un tratamiento de quimioterapia, que en el juicio de los profesionales de la medicina le podría dar dos años más de vida, o dejar que la enfermedad siguiera su curso. Eligió la segunda opción, por temor a que la quimioterapia pudiera dejarle demasiado débil para trabajar. Los médicos diagnosticaron que tendría dos meses de vida. Se dedicó a terminar un libro sobre la relación del hombre con Dios y con los demás seres humanos, obra que había permanecido en redacción durante cierto tiempo. Así, completó la escritura del libro titulado Construire l'homme antes de su muerte, acaecida el 18 de diciembre de 1997, cuando tenía 76 años.
Hoy, sus libros continúan siendo publicados, traducidos ya a 27 idiomas y vendidos por millones. Su obra literaria es particularmente bien conocida en América Latina por quienes eran jóvenes en las décadas de 1960 y 1970. Entre aquellos en quienes influyó Michel Quoist se cuenta el joven presbítero argentino Carlos Mugica, asesinado en 1974, de reconocida trayectoria en su opción por los pobres. Los pensamientos de Quoist continúan citándose, particularmente en libros relacionados con la sociología de la educación, y en obras de espiritualidad. Sus Oraciones se incluyen en colecciones de plegarias reconocidas de todos los tiempos.

## Algunas obras de Michel Quoist
La mayoría de las obras de Michel Quoist fueron publicadas en francés por Les Éditions ouvrières, de París.
Algunas de las principales obras de Michel Quoist traducidas al español son (los años corresponden a la primera edición francesa):
- Quoist, Michel (1954). Oraciones para rezar por la calle. 207 pp. Salamanca: Ediciones Sígueme. ISBN 84-301-0157-8.
- — (1956). Amor: El diario de Daniel. 240 pp. Barcelona: Herder (en ediciones posteriores, Ediciones Sígueme-Barcelona). ISBN 84-254-0824-5.
- — (1961). Triunfo. 273 pp. Barcelona: Estela (en ediciones posteriores, Editorial Lumen, Herder, y Ediciones Sígueme). ISBN 84-301-0757-6.
- — (1965). Dar: El diario de Ana María. 333 pp. Barcelona: Herder. ISBN 84-254-0170-4.
- — (1970). En el corazón del mundo. 175 pp. Salamanca: Ediciones Sígueme. ISBN 84-301-0316-3.
- — (1972). Cita con Jesucristo. 163 pp. Salamanca: Ediciones Sígueme. ISBN 84-301-0589-1.
- — (1978). Jesucristo, palabra del Padre. 115 pp. Salamanca: Ediciones Sígueme. ISBN 84-301-0757-6.
- — (1981). A corazón abierto. 273 pp. Salamanca: Ediciones Sígueme. ISBN 84-301-0907-2.
- — (1985). Háblame de amor. 216 pp. Barcelona: Herder. ISBN 84-254-1560-8.
- — (1988). Caminos de oración. 253 pp. Salamanca: Ediciones Sígueme. ISBN 84-301-1081-X.
- — (1993). Dios me espera. 150 pp. Barcelona: Ediciones Sígueme. ISBN 84-301-1217-0.
- — (1996). Dios solo tiene deseos. 312 pp. Salamanca: Ediciones Sígueme. ISBN 978-84-301-1287-6.
- — (1997). Construir al hombre. 203 pp. Salamanca: Ediciones Sígueme. ISBN 978-84-301-1372-9.

La última obra mencionada, «Construir al hombre», es considerada el testamento espiritual de Michel Quoist.